# James V. Remsen
James Vanderbeek „Van“ Remsen, Jr. (* 21. September 1949 in Newark, New Jersey) ist ein US-amerikanischer Ornithologe. Sein Forschungsschwerpunkt ist die neotropische Avifauna.

## Leben
Im Alter von fünf Jahren entwickelte Remsen seine Leidenschaft für die Natur, und mit elf war er ein eifriger Vogelbeobachter. 1967 erlangte er seinen Highschool-Abschluss an der Phillips Academy in Andover, Massachusetts. Im Sommer 1968 arbeitete er am Denver Wildlife Research Center. 1971 graduierte er zum Bachelor of Arts und zum Master of Arts in Biologie an der Stanford University, wo unter anderem Harold A. Mooney, David F. DeSante und Paul R. Ehrlich seine Mentoren waren. 1978 wurde er unter der Leitung von Frank A. Pitelka mit der Dissertation Geographical Ecology of Neotropical Kingfishers zum Ph.D. in Zoologie an der University of California, Berkeley promoviert. Im selben Jahr wurde er Kurator der ornithologischen Sammlung des Naturhistorischen Museums der Louisiana State University.
Während seiner Studienzeit in Berkeley veröffentlichte Remsen im Jahr 1977 im Vogeljournal American Birds einen Artikel mit dem Titel On taking field notes, der einen starken Einfluss auf zahlreiche US-amerikanische Vogelbeobachter in den nachfolgenden Jahrzehnten ausübte.
Zur Gestaltung einer standardisierten Klassifikation und Nomenklatur der neotropischen Avifauna sandte Remsen 1997 einen Vorschlag an die American Ornithologists’ Union, um ein südamerikanisches Gegenstück zum bereits bekannten Committee on Classification and Nomenclature (AOU Check-list Committee) – das heutige North American Classification Committee (NACC) – zu schaffen, das die Avifauna der westlichen Hemisphäre ab Panama und nördlich bis zur Karibik abdeckt. 1999 wurde der Vorschlag für die Gründung des South American Classification Committee (SACC) genehmigt, und im Oktober 2000 war die erste Klassifikation (über die Abspaltung des Streifenhals-Pampahuhns (Rhynchotus maculicollis) vom Rotflügeltinamu (Rhynchotus rufescens)) online verfügbar. Bis 2023 war James Van Remsen Vorsitzender des SACC. 
2003 verfasste Remsen das Kapitel über die Familie der Töpfervögel (Furnariidae) im achten Band des Handbook of the Birds of the World.
2005 war Remsen Co-Autor eines vielbeachtenden Artikels im Fachjournal Science, in dem die Wiederentdeckung des Elfenbeinspechts (Campephilus principalis) angekündigt wurde.

## Erstbeschreibungen von James V. Remsen
1981 beschrieb er eine Unterart des Schwarzkehl-Distelschwanzes (Asthenes harterti bejaranoi) neu für die Wissenschaft.
1984 erschien eine Publikation über eine neue Unterart des Marcapata-Baumschlüpfers (Cranioleuca marcapatae) von ihm, die seit 2016 Artstatus hat und den Trivialnamen Vilcabamba-Baumschlüpfer (Cranioleuca weskei) erhielt.
1993 beschrieb er mit der Vilcabambabuschammer (Atlapetes terborghi) eine neue Art.
1996 beschrieb er mit Orlando H. Garrido die Unterart Margarops fuscatus klinikowskii der Perlaugen-Spottdrossel.
1998 war er gemeinsam mit Robb Thomas Brumfield Erstbeschreiber der Unterarten Cinnycerthia fulva gravesi und Cinnycerthia fulva fitzpatricki des Sepiazaunkönigs.

## Würdigungen und Dedikationsnamen
2013 wurde Remsen für seine Verdienste um die Erforschung der südamerikanischen Avifauna mit der William-Brewster-Medaille der American Ornithologists’ Union ausgezeichnet. 1994 wurde die gefährdete Kastanienbauchkotinga (Doliornis remseni) aus Kolumbien und Ecuador nach Remsen benannt. Im Jahr 2017 wurde der neue Gattungsname Remsenornis für die Schwarzstirntangare (Pipraeidea bonariensis) vorgeschlagen.

## Werke (Auswahl)
- An Annotated List of the Birds of Bolivia (mit Melvin Alvah Traylor junior), 1989
- Community Ecology of Neotropical Kingfishers University of California Publications in Zoology, Vol. 124, 1996
- Studies in Neotropical Ornithology Honoring Ted Parker. In: Ornithological Monographs. Vol. 48, American Ornithologists’ Union, 1997
- Festschrift for Ned K. Johnson: Geographic Variation and Evolution in Birds (mit Carla Cicero). In: Ornithological Monographs. Vol. 63, American Ornithologists’ Union, 2007
- Howard & Moore Complete Checklist of the Birds of the World. Band 1: Non-passerines. (Mit Edward C. Dickinson), 4. überarbeitete Auflage, 2013.
- Birds of Bolivia (mit Sebastian K. Herzog, Juan Ignacio Areta, Víctor Hugo García Solíz, José Antonio Balderrama Torrico, Alex E. Jahn, Aidan Maccormick, Ross MacLeod, Ryan Terrill, Julián Quillén Vidoz), Asociación Armonía, Bolivien, 2016